# Rezsőffy György Gusztáv
Rezsőffy György Gusztáv (Esztergom, 1843. április 8. – Budapest, 1908. július 18.) prémontréi kanonok a csornai prépostságban, házfőnök, tanár, régiségtári őr. 

## Élete
1862. szeptember 8-án lépett a rendbe és 1867. szeptember 28-án szenteltetett föl. 1865-től 1884-ig a rend szombathelyi főgimnáziumban tanított földrajzot és történelmet tanított, egyúttal meteorológiai észlelőként és a gimnáziumi érem- és régiségtárának őre is volt. Az 1883-1884-es tanévben ugyanitt mint igazgatóhelyettes működött, majd miután Lipp Vilmos Keszthelyre került, 1879 és 1884 között először ideiglenesen, később hivatalosan is a Vasmegyei Régészeti Egylet titkára volt. A gyűjtemény osztályozásával és rendszerezésével foglalkozott. Csémben, Perenyén, Szentviden, Szombathelyen is vezetett régészeti ásatásokat, összeállította a régiségtári gyűjtemény tárgycsoportos jegyzékét, ez 1884-ben jelent meg nyomtatásban. 1884-ben jánoshidai jószágkormányzó; majd pedig jószágfelügyelő Türjén (Zala megye), házfőnök és Zala vármegye köztörvényhatósági bizottságának tagja volt.
Cikkei a szombathelyi prémontréi főgymnasium Értesítőjében (1877-1878. A hold); a Századokban (1880. A vasmegyei régészeti egylet évi jelentése).
Szerkesztette a vasmegyei régészeti egyesület Évkönyveit 1878-83., melyekben több cikke van. 